# RAF Cottesmore
RAF Cottesmore fue una estación de la Royal Air Force en Rutland, Inglaterra, situada entre Cottesmore y Market Overton. La estación alojaba todos los escuadrones operacionales de aviones de ataque Harrier GR.9 de la Royal Air Force, y la 122.ª Ala Aérea Expedicionaria. El 15 de diciembre de 2009 se anunció que la estación sería cerrada en 2013 como parte de los recortes de gastos de defensa del Gobierno Británico, junto a la retirada de todos los Harrier GR.9, y la disolución de la Fuerza Conjunta Harrier. Aunque la ceremonia oficial de clausura tuvo lugar el 31 de marzo de 2011, pasó a ser un aeródromo satélite de RAF Wittering hasta marzo de 2012.